# Esther Pillar Grossi
Esther Pillar Grossi (Santa Maria, 24 de abril de 1936) é uma matemática, professora, educadora e política brasileira que foi filiada ao Partido dos Trabalhadores (PT). Foi deputada federal pelo Rio Grande do Sul.

## Vida pessoal e formação acadêmica
Esther Pillar nasceu em Santa Maria, filha de Alice Xavier Pillar e Adolpho Pillar da Silva. Em 1955 foi para Porto Alegre, onde estudou Matemática na Pontifícia Universidade Católica do Rio Grande do Sul (PUCRS). Entre 1968 e 1970 realizou estágios no Instituto Pedagógico Nacional do Ministério de Educação da França e no Centro Belga de Pedagogia da Matemática da Universidade de Bruxelas. Em 1969 participou do I Congresso Internacional sobre Ensino de Matemática, em Lyon, na França. Foi nesse campo em que fez mestrado e doutorado. Em 1970 concluiu o mestrado em Matemática na Universidade Sorbonne, em Paris, na França. Em 1973 realizou estágio no Centro de Pesquisas Psicomatemáticas da Universidade de Sherbrooke, no Canadá. Já em 1979 realizou estágio no Centro de Epistemologia Genética da Universidade de Genebra, na Suíça. Em 1985 concluiu, sob a orientação do professor Gérard Vergnaud, o doutorado em Psicologia Cognitiva, na École des hautes études en sciences sociales, também em Paris, na França.
Esther Pillar Grossi é conhecida pelo seu trabalho extenso sobre educação, entre eles a temática de avaliação escolar, sendo referência no assunto. Foi casada com o pediatra Sérgio Pillar Grossi, que foi professor da Faculdade de Medicina da atual Universidade Federal de Ciências da Saúde de Porto Alegre (UFCSPA) e chefiou o Serviço de Neonatologia da Santa Casa de Misericórdia de Porto Alegre, antes de falecer, foi homenageado ao batizarem com seu nome este Centro de Neonatologia.  

## Carreira como educadora

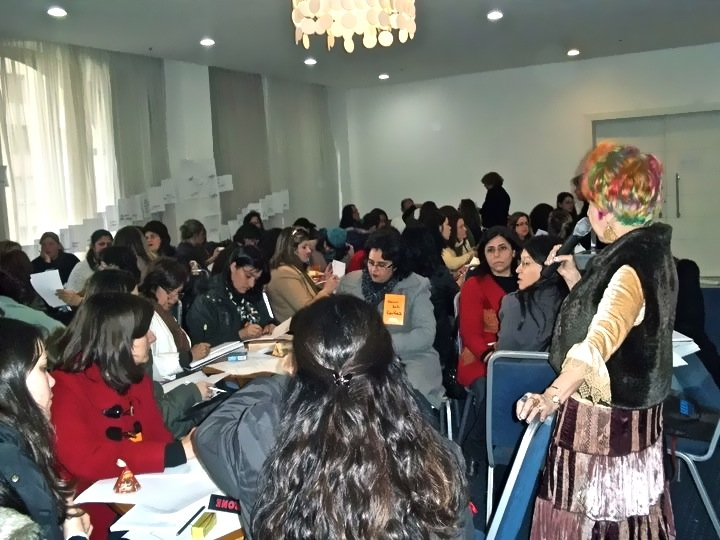
Esther Grossi ministra módulo sobre Ensino de Matemática para professoras do GEEMPA

Em 1970, com mais 49 professores de Porto Alegre, fundou o GEEMPA (Grupo de Estudos Sobre Educação, Metodologia de Pesquisa e Ação), tornando-se uma liderança na busca de soluções aos grandes problemas da escola pública brasileira. Como responsável pela área de pesquisa do GEEMPA, coordenou a realização de inúmeras pesquisas sobre questões do Ensino e da Aprendizagem, incluindo especialmente a construção de atividades didáticas que produzissem efeitos reais de rendimento escolar em alunos provenientes de famílias de classes populares.
Foi professora alfabetizadora na vila Santo Operário, na periferia de Porto Alegre, em sua primeira experiência de aplicação da proposta baseada em novíssimas ideias sobre o aprender. Também alfabetizou crianças e jovens pobres de outras comunidades, como no Morro da Cruz.
Em abril de 1997, Esther coordenou, em Porto Alegre, o projeto O prazer de ler e escrever de verdade, realizado pelas ONGs GEEMPA e THEMIS, com recursos do Ministério da Educação, e que objetiva a alfabetização de mil mulheres em três meses. Por sua proposta inovadora, a realização do projeto foi especialmente acompanhada pela UNESCO e pelo UNICEF.

## Carreira política

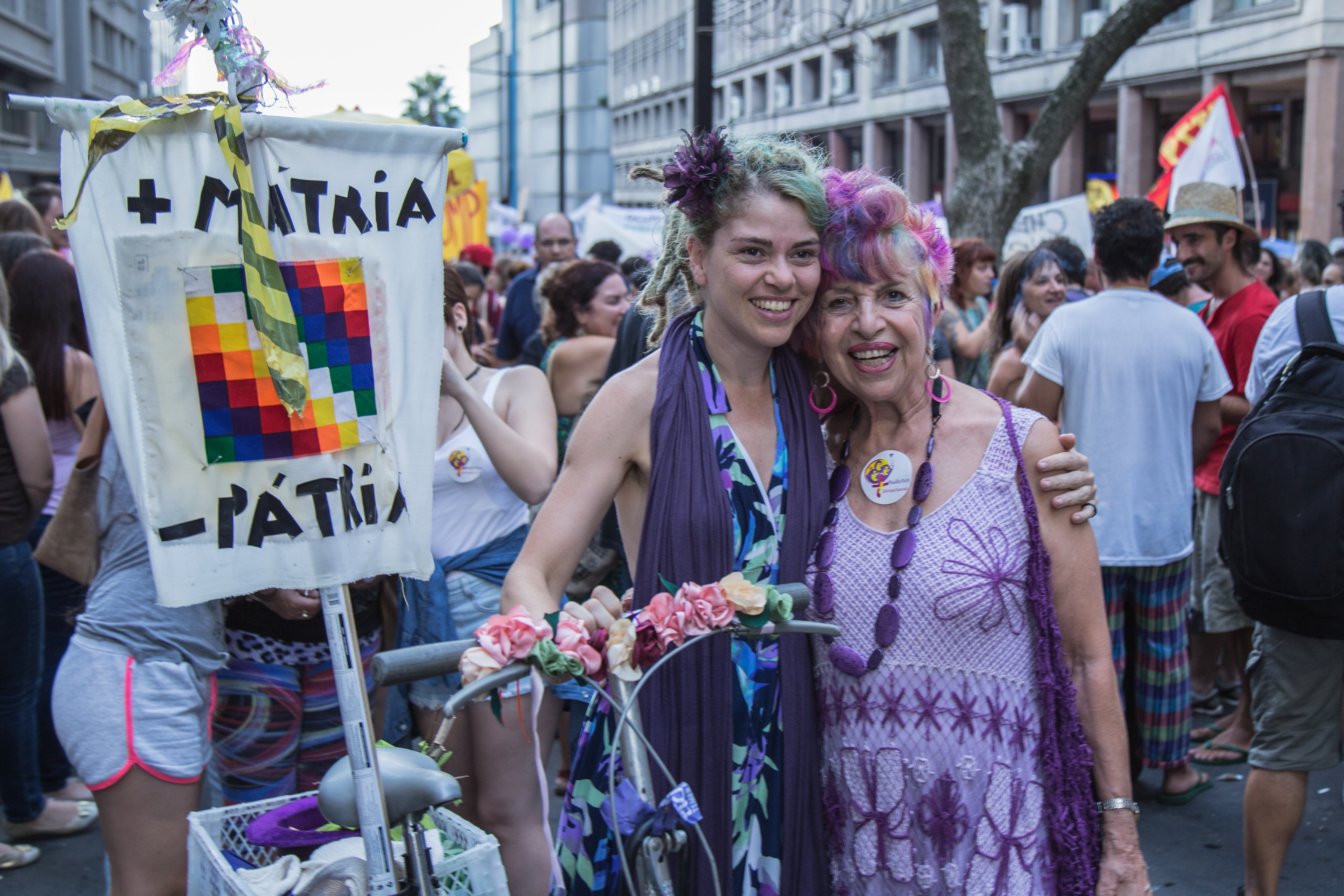
Esther Grossi na Grande Marcha das Mulheres em Porto Alegre

Em 1983 filiou-se ao Partido dos Trabalhadores (PT). Filiada também ao Centro de Professores do Estado do Rio Grande do Sul (CPERS-Sindicato), foi candidata a vice-presidente do Sindicato na eleição de 1983. Foi secretária municipal de Educação de Porto Alegre de 1989 a 1992 na gestão de Olívio Dutra. A frente desta pasta, implantou um programa de alfabetização na periferia, o reconhecimento deste programa fez com que o mesmo fosse adotado como modelo pelo Fundo das Nações Unidas para a Infância (Unicef).
Nas eleições de 1994 foi eleita deputada federal pelo PT do Rio Grande do Sul. Assumiu em 1995 e foi membro titular da Comissão de Educação, Cultura e Desporto, tendo atuado prioritariamente nas áreas da educação, da cultura e da ciência e tecnologia. Na legislatura 1999-2003, exerceu como suplente o mandato de deputada federal, de 3 a 20 de fevereiro de 1999, e de 22 de fevereiro de 1999 a 15 de fevereiro de 2000, reassumiu em 16 de fevereiro de 2000, sendo efetivada em 2 de janeiro de 2001.

## Obras publicadas
É autora de mais de trinta obras sobre matemática, processo cognitivo e alfabetização. Escreveu um livro de crônicas, um de receitas e um autobiográfico. É colaboradora assídua de jornais, revistas e publicações especializadas em educação, nacionais e internacionais.
- 1967 - Matemática moderna no jardim de infância
- 1970 - Numeração nas diversas bases
- 1971 - Nova introdução á Geometria
- 1974 - Matemática na 1.ª Série
- 1975 - Sistema de numeração em diversas bases
- 1975 - Leitura na A Matemática no 1º. ano
- 1976 - Elementos de análise matemática
- 1976 - Uma sugestão de metodologia para o ensino das potências
- 1976 - Polígrafos sobre aprendizagem de matemática - 66 (sessenta e seis)
- 1977 - Elementos de análise matemática em uma nova perspectiva metodológica
- 1980 - Estórias vividas - Clubinho da Vila Santo Operário
- 1984 - Um novo olhar... lendo e escrevendo
- 1986 - Psicogênese e aprendizagem do conceito de múltiplo
- 1988 - Alfabetização em novas bases. (Editora Kuarup)
- 1990 - Didática da alfabetização - Volume 3 (Editora Paz e Terra S.A.)
- 1990 - Didática da alfabetização - Volume 2 (Editora Paz e Terra S.A.)
- 1990 - Didática da alfabetização - Volume 1 (Editora Paz e Terra S.A.)
- 1990 - How children construct literacy - Piagetian Perspectives
- 1991 - Sugestões de atividades de matemática - 1ª série, 2ª série, alfabetização de adultos
- 1991 - Paixão de aprender (com Jussara Bordin) (Editora Vozes Ltda.)
- 1991 - Alfabetização em classes populares (Editora Kuarup)
- 1993 - Construtivismo pós-piagetiano - Um novo paradigma sobre aprendizagem (com Jussara Bordin - organizadoras) (Editora Vozes Ltda.)
- 1994 - Um espaço para ficar inteligente (Editora Edelbra)
- 1994 - Águas da graça da vida (Editora Artes & Ofício)
- 1995 - Celebração do conhecimento na aprendizagem (organização) (Editora Sulina)
- 1995 - Paixão de Aprender (Editora Vozes)
- 1997 - Escola infantil por que e como? (Câmara dos Deputados)
- 1998 - Mesa sutra (L&PM Editores S.A.)
- 1998 - Águas da graça - Fragmentos de uma paixão (Artes & Ofícios Editora Ltda.)
- 1998 - Fragmentos de uma paixão ( Artes & Ofícios Editora Ltda.)
- 2000 - A coragem de mudar em educação (Editora Vozes Ltda.)
- 2000 - Um novo jeito de ensinar matemática (Câmara dos Deputados)
- 2001 - Ensinar: uma provocação (Editora Vozes)
- 2003 - Por que que ainda há quem não aprende? - A teoria (organizadora) (Editora Vozes Ltda.)
- 2003 -  Por que ainda não há quem não aprende? - A Política (organizadora) (Editora Paz e Terra)
- 2004 - Como areia no alicerce – Os ciclos escolares (Editora Paz e Terra S.A.)
- 2004 - Por que ainda há quem não aprende? - A política (Editora Paz e Terra S.A.)
- 2005 - Ensinando que todos aprendem - Fórum Social pelas Aprendizagens (Editora Geempa)
- 2006 - Iniciação à Topologia do plano
- 2006 - Qual é a chave? Todos podem aprender (organização) (Editora Geempa)
- 2007 - A ruptura com o construtivismo Piagetiano ( Editora Geempa)
- 2010 - Didática do nível pré-silábico (Editora Paz e Terra)
- 2010 - Didática do nível silábico (Editora Paz e Terra)
- 2010 - Didática do nível alfabético ( Editora Paz e Terra)
- 2012 - A festa está dentro de nós (Editora Argumento)
- 2013 -  AULA-ENTREVISTA Caracterização do processo rumo á escrita e á leitura (Editora Geempa)
- 2013 - AULA-ENTREVISTA de Pós-alfabetização 2º ano
- 2015 - Em matemática também há psicogênese (organização) (Editora Geempa)

###### Cadernos de Atividades do Geempa - Alfabetização
- 2003 - Central do Brasil
- 2005 - As bruxas
- 2006 - Cantigas de roda, parlendas e orações
- 2007 - Uma nova maneira de estar em aula
- 2007 - Choco encontra uma mamãe
- 2008 - Por onde começar o ensino da matemática?
- 2009 - Dinomir, o Gigante
- 2009 - Uma linguagem poética na alfabetização
- 2009 - Todos Juntos Somos Fortes
- 2010 - Que letra é essa?
- 2010 - Do gozo da ignorância ao prazer de aprender
- 2011 - A girafa e o mede-palmo
- 2011 - Buscando um espaço
- 2012 - Aprendendo com nossos ancestrais
- 2014 - Copa do Mundo e aprendizagens
- 2015 - O Geempa festeja a Vida
- 2016 - Atabaque Menino

###### Cadernos de Atividades do Geempa - Pós-alfabetização
- 2008 - Um menino e uma menina (1ª. edição) (Editora Geempa)
- 2008 - A família do Badanha (1ª. edição) (Editora Geempa)
- 2008 - Uma linguagem poética na Pós-alfabetização (Editora Geempa)
- 2008 - Do gozo da ignorância ao prazer de aprender (Editora Geempa)
- 2010 -  A família do Badanha (2ª. edição) (Editora Geempa)
- 2011 - Um menino e uma menina (2ª edição) (Editora Geempa)

###### Revistas do Geempa (coordenação)
- 1993 - nº 1 - O fio e a rede do equilibrista
- 1993 - nº  2 - Interlocução científica sobre o aprender
- 1994 - nº 3 - Para Transpor o milênio
- 1996 - nº 4 - Tempo de romper para fecundar
- 1997 - nº 5 - A ruptura com o construtivismo piagetiano
- 1998 - nº 6 - Ensinando que todos aprendem
- 1999 - nº 7 - A não aprendizagem: violência instituída
- 2001 - nº 8 - Ensinar: uma provocação
- 2004 - nº 9 - Mais uma palavra, o silencio é sempre morno
- 2005 - nº 10 - Todos podem aprender: qual é a chave?
- 2015 - nº 11 - Pesquisa/ formação/ ação - 45 anos